# Maia Lumsden
Maia Lumsden, née le 10 janvier 1998, à Glasgow en Écosse, est une joueuse britannique de tennis.

## Carrière professionnelle
Maia Lumsden commence sa carrière sur le circuit ITF en 2015. Elle y a remporté, à ce jour, 3 titres en simple et 8 en double.
En 2019, elle débute sur le circuit WTA lors du tournoi de Nottingham. Elle est battue au 2e tour par la Française Caroline Garcia.
En 2023, elle poursuit sa progression en double sur le circuit WTA en parvenant en quart de finale du tournoi de Wimbledon avec sa partenaire britannique Naiktha Bains.
Le 15 octobre 2023, elle remporte en double avec la Française Jessika Ponchet, le tournoi WTA 125 de Rouen.

## Palmarès

### Titre en double dames
Aucun.

### Finale en double dames
| No | Date       | Nom et lieu du tournoi          | Catégorie | Dotation  | Surface      | Vainqueures                   | Partenaire    | Score    |          |
| -- | ---------- | ------------------------------- | --------- | --------- | ------------ | ----------------------------- | ------------- | -------- | -------- |
| 1  | 15-04-2024 | Open de Rouen Capfinances Rouen | WTA 250   | 267 082 $ | Terre (int.) | Tímea Babos Irina Khromacheva | Naiktha Bains | 6-3, 6-4 | Parcours |

### Titres en double en WTA 125
| No | Date       | Nom et lieu du tournoi           | Catégorie | Dotation  | Surface      | Partenaire      | Finalistes                             | Score            |          |
| -- | ---------- | -------------------------------- | --------- | --------- | ------------ | --------------- | -------------------------------------- | ---------------- | -------- |
| 1  | 09-10-2023 | Open de Rouen Capfinances Rouen  | WTA 125   | 115 000 $ | Dur (int.)   | Jessika Ponchet | Anna Bondár Kimberley Zimmermann       | 6-3, 7-64        | Parcours |
| 2  | 04-11-2024 | Dow Tennis Classic Midland       | WTA 125   | 115 000 $ | Dur (int.)   | Emily Appleton  | Ariana Arseneault Mia Kupres           | 6-2, 4-6, [10-5] | Parcours |
| 3  | 28-04-2025 | Open 35 de Saint-Malo Saint-Malo | WTA 125   | 115 000 $ | Terre (ext.) | Makoto Ninomiya | Oksana Kalashnikova Angelica Moratelli | 7-5, 6-2         | Parcours |

### Finales en double en WTA 125
| No | Date       | Nom et lieu du tournoi      | Catégorie | Dotation  | Surface    | Vainqueures                     | Partenaire          | Score    |          |
| -- | ---------- | --------------------------- | --------- | --------- | ---------- | ------------------------------- | ------------------- | -------- | -------- |
| 1  | 07-08-2023 | Polish Open Kozerki         | WTA 125   | 115 000 $ | Dur (ext.) | Katarzyna Kawa Elixane Lechemia | Naiktha Bains       | 6-3, 6-4 | Parcours |
| 2  | 11-12-2023 | Open BLS de Limoges Limoges | WTA 125   | 115 000 $ | Dur (int.) | Cristina Bucșa Yana Sizikova    | Oksana Kalashnikova | 6-4, 6-1 | Parcours |

## Parcours en Grand Chelem

### En simple dames
| Année | Open d'Australie | Open d'Australie | Internationaux de France | Internationaux de France | Wimbledon | Wimbledon              | US Open | US Open |
| ----- | ---------------- | ---------------- | ------------------------ | ------------------------ | --------- | ---------------------- | ------- | ------- |
| 2016  | —                | —                | —                        | —                        | Q1        | Tereza Smitková        | —       | —       |
| 2017  | —                | —                | —                        | —                        | Q1        | Barbora Krejčíková     | —       | —       |
| 2018  | —                | —                | —                        | —                        | Q1        | Ankita Raina           | —       | —       |
| 2019  | —                | —                | —                        | —                        | Q1        | Kaylah McPhee          | —       | —       |
|       |                  |                  |                          |                          |           |                        |         |         |
| 2022  | —                | —                | —                        | —                        | Q1        | Kathinka von Deichmann | —       | —       |

N.B. : à droite du résultat se trouve le nom de l'ultime adversaire.

### En double dames
| Année | Open d'Australie                                                                           | Open d'Australie                                                                      | Internationaux de France                                                      | Internationaux de France                                                              | Wimbledon                                                                    | Wimbledon | US Open | US Open |
| ----- | ------------------------------------------------------------------------------------------ | ------------------------------------------------------------------------------------- | ----------------------------------------------------------------------------- | ------------------------------------------------------------------------------------- | ---------------------------------------------------------------------------- | --------- | ------- | ------- |
| 2023  | —                                                                                          | —                                                                                     | —                                                                             | —                                                                                     | 1/4 de finale N. Bains \|\| style="text-align:left;" \| S. Hunter E. Mertens | —         | —       |         |
| 2024  | 1er tour (1/32) O. Kalashnikova \|\| style="text-align:left;" \| D. Saville A. Tomljanović | 2e tour (1/16) Wang Y. \|\| style="text-align:left;" \| M. Kato N. Kichenok           | 1er tour (1/32) H. Dart \|\| style="text-align:left;" \| S. Errani J. Paolini | 2e tour (1/16) Anna Sisková \|\| style="text-align:left;" \| S. Kenin B. Mattek-Sands |                                                                              |           |         |         |
| 2025  | 2e tour (1/16) A. Sisková \|\| style="text-align:left;" \| G. Dabrowski E. Routliffe       | 2e tour (1/16) S. Santamaria \|\| style="text-align:left;" \| M. Andreeva D. Shnaider | 1er tour (1/32) H. Dart \|\| style="text-align:left;" \| M. Kessler C. Tauson |                                                                                       |                                                                              |           |         |         |

N.B. : le nom de la partenaire se trouve sous le résultat ; les noms des ultimes adversaires se trouvent à droite.

### En double mixte
| Année | Open d'Australie | Open d'Australie | Internationaux de France | Internationaux de France | Wimbledon                                                                      | Wimbledon | US Open | US Open |
| ----- | ---------------- | ---------------- | ------------------------ | ------------------------ | ------------------------------------------------------------------------------ | --------- | ------- | ------- |
| 2024  | —                | —                | —                        | —                        | 1er tour (1/16) J. Cash \|\| style="text-align:left;" \| O. Nicholls H. Patten | —         | —       |         |
| 2025  | —                | —                | —                        | —                        | 2e tour (1/8) D. Stevenson \|\| style="text-align:left;" \| T. Babos M. Pavić  | —         | —       |         |

N.B. : le nom du partenaire se trouve sous le résultat ; les noms des ultimes adversaires se trouvent à droite.

## Classements WTA en fin de saison
| Année          | 2016 | 2017 | 2018 | 2019 | 2020 | 2021 | 2022 | 2023 | 2024 |
| Rang en simple | 712  | 584  | 376  | 271  | 348  | 577  | 495  | 759  | –    |
| Rang en double | –    | 703  | 573  | 1367 | 870  | 915  | 231  | 74   | 77   |

Source : (en) Classements de Maia Lumsden sur le site officiel de la Fédération internationale de tennis